# Акутанский Zero
Захват И-0 Императорской Японии на Алеутском арх. (Зеро Коги и Алеутский Зеро) —  захват специалистами  ВМС США на арх. Алеутских о-вов (о. Акутан, ш. Аляска, США) совершившего вынужденную посадку корабельного И-0  0-2-1 ВМС Императорской Японии. Самолёт захвачен после гибели старшины Т. Коги, став первым испытанным ВМС США образцом И-0.

## Захват аварийного И-0

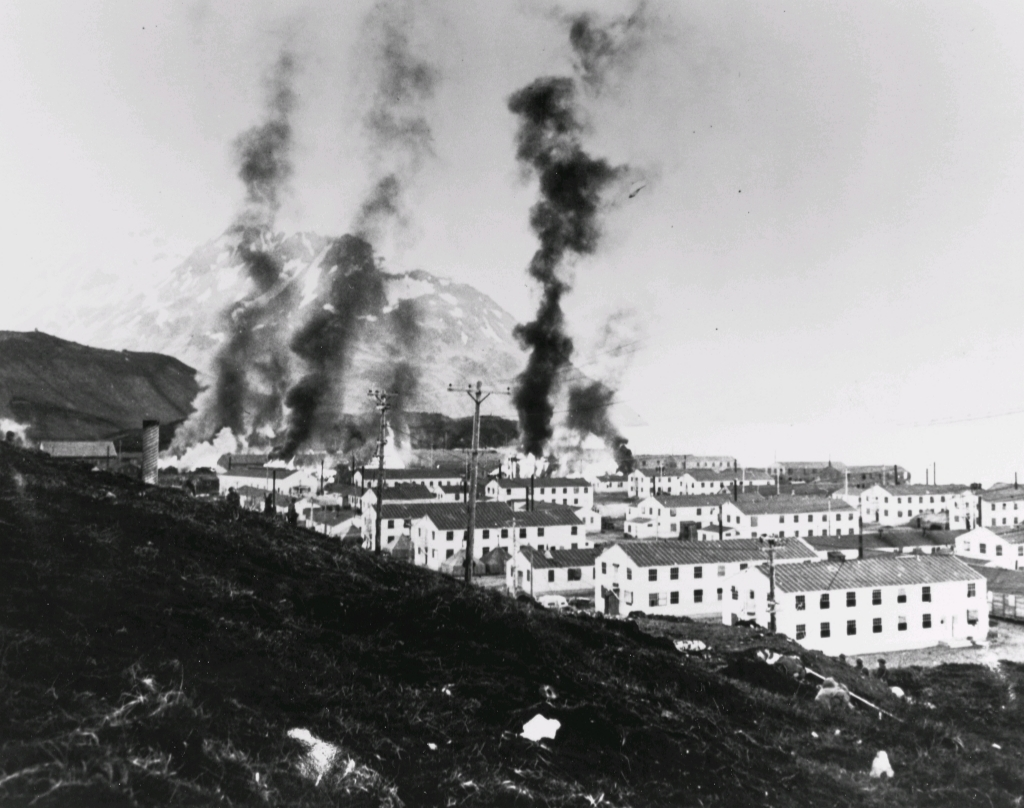
Пожары в п. Датч после налета Императорской Японии
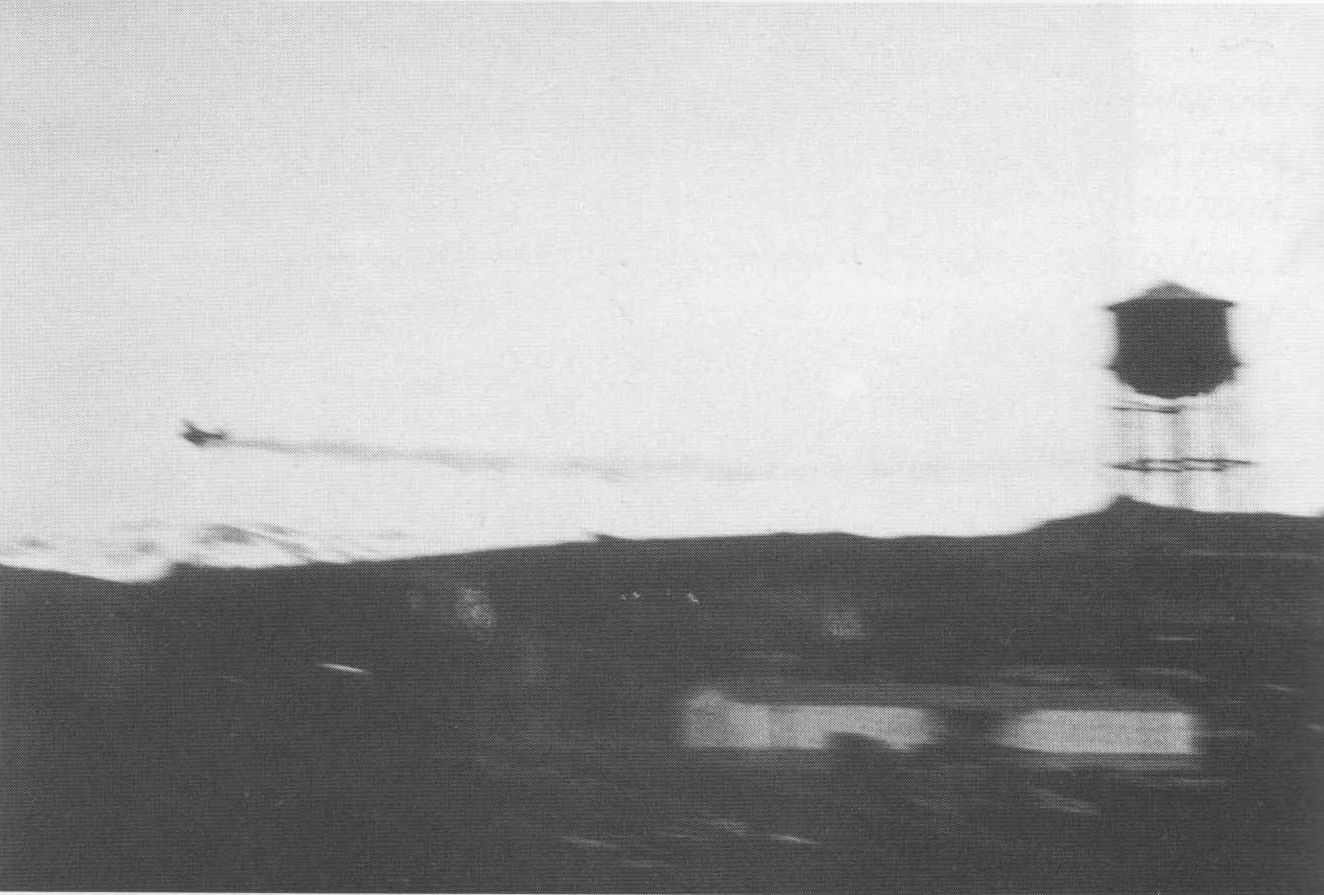
Падающий И-0 над п. Датч
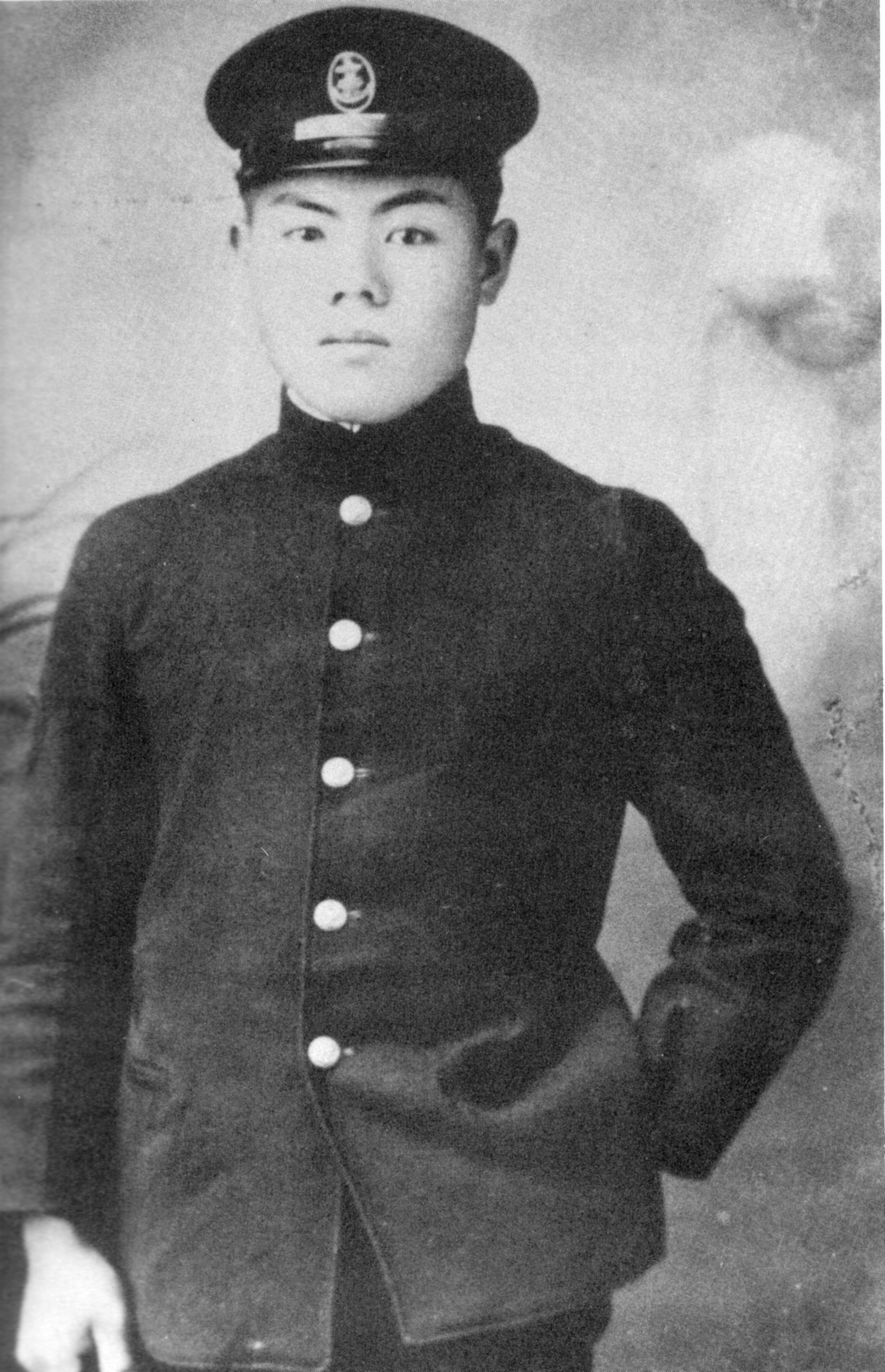
Старшина Т. Кога
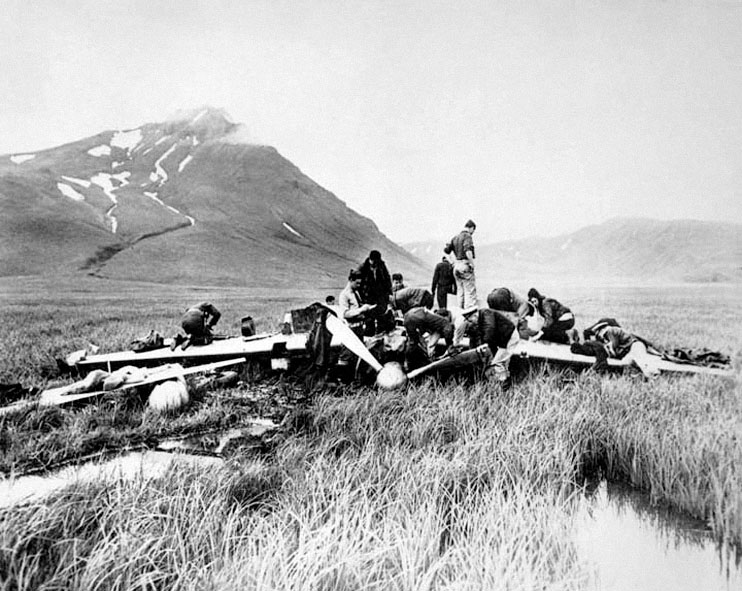
Место аварии (о. Акутан, лето 1942 г.)
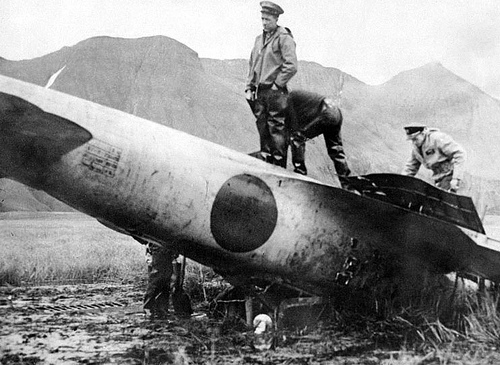
Специалисты СВ США осматривают машину (лето 1942 г.)

Летом 1942 г. в ходе стратегической операции по захвату арх. Алеутских о-овов (ш. Аляска, США) ударная группа из состава ДАВ №4 Императорской Японии (АВ Рюдзё) произвела налет на базу ВМС США п. Датч на арх. Алеутских о-вов. Одиночный И-0 (старшина Т. Кога) был сбит  дивизионом ПВО 206-го артполка СВ США и потерпел крушение над  о. Акутан Алеутского арх.
При посадке на заболоченную местность старшина Т. Кога погиб, а И-0 застрял в болоте. Части ВМС и СВ США гарнизона Алеутских о-ов организовали эвакуацию и перевозку аварийной машины в метрополию на военный аэродром ВМС США (в/ч Норт-Айланд, г. г. Сан-Диего, ш. Калифорния, США), где к машине получили доступ специалисты авиации ВМС. Захваченный И-0, получивший при аварии лишь небольшие повреждения, был восстановлен и передан на лётные испытания специалистам ВМС США.

## Поиски авиацией ВМС США путей борьбы с И-0

### Мнение специалистов
Испытатели ВМС США отмечали в докладе исключительно высокое качество сборки и технологий металлообработки, сравнивая качество обработки деталей центроплана с часовым механизмом. Детали центроплана и обшивки были прецизионно изготовлены из сверхлёгкого магниевого сплава. Яркой особенностью И-0 был единый магниевый центроплан (технология авиастроения США предусматривала расстыковку крыла и фюзеляжа), усложнявший сборку, но дававший двукратный выигрыш по массе. С целью снижения сопротивления использовались клепка впотай, технологические отверстия, воздухозаборники, крепление ПВД и вооружения заподлицо с обшивкой и прикрытие их лючками. Панель приборов была спроектирована так, чтобы не отвлекать летчика показаниями второстепенных приборов (что являлось недостатком американских кабин).

### Летные испытания

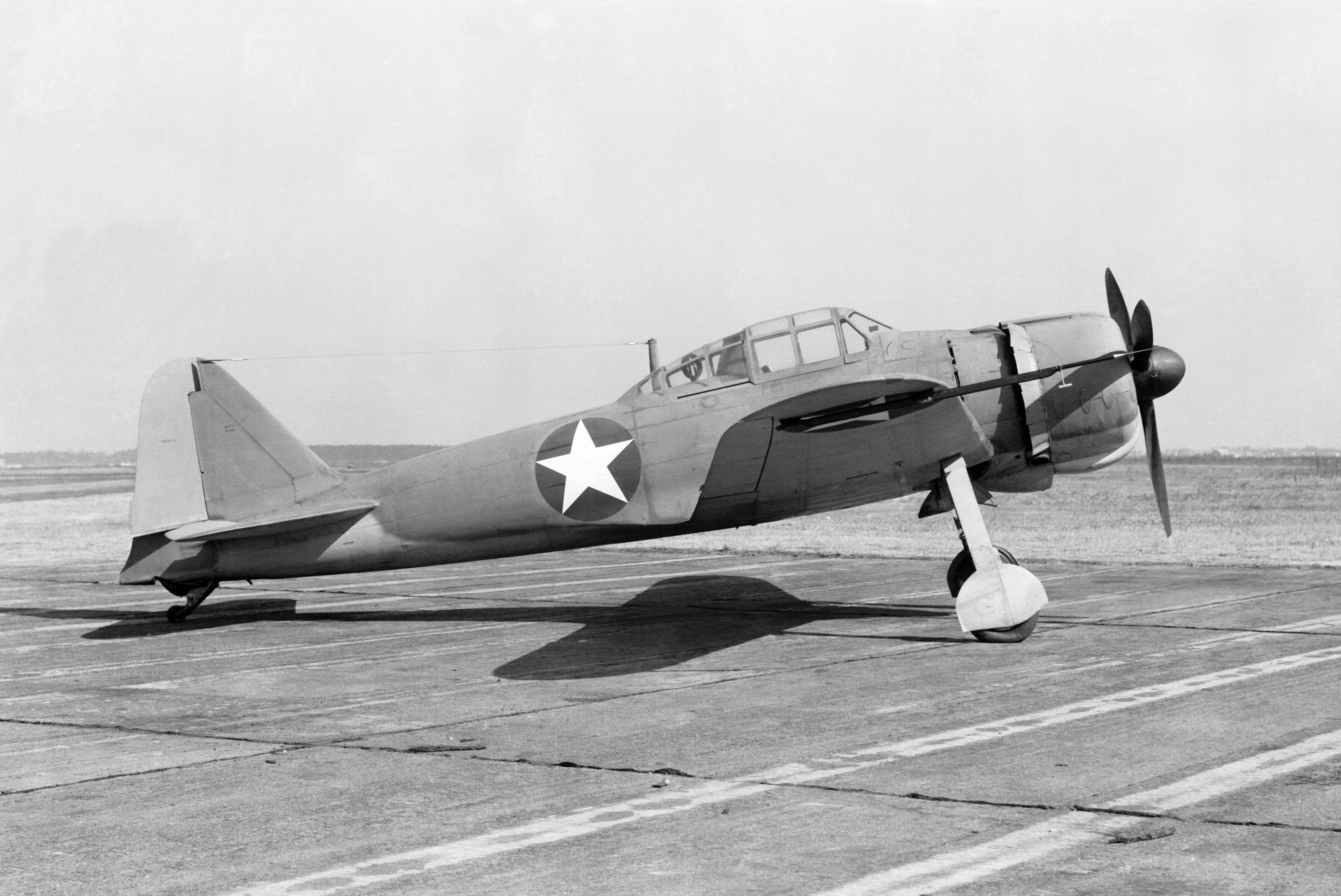
И-0 на полигоне НАКА (ш. Вирджиния, весна 1943 г.)
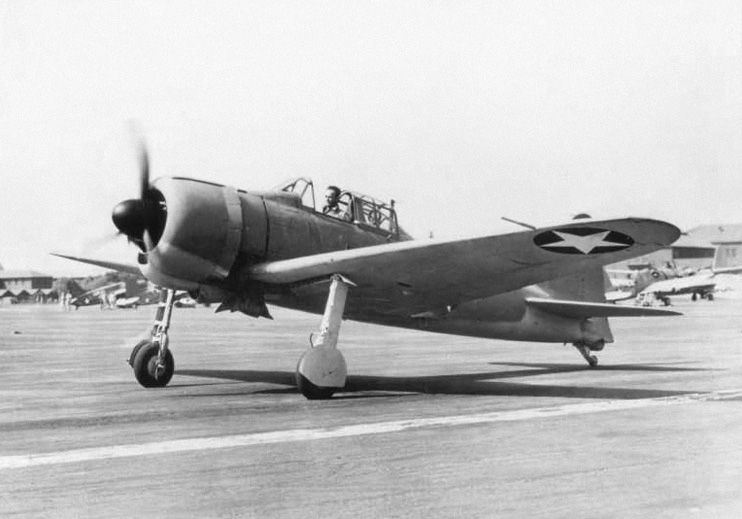
Трофейный И-0 на полигоне ВМС США Норт-Айланд (весна 1943 г.)

Испытатели ВМС США отмечали  угловую сверхманёвренность И-0  на скоростях до 320 км/ч с ее падением на максимальных скоростях. Истребители ВМС США и Великобритании превосходили И-0 на скоростях свыше 400 км/ч, а также на пикировании. Слабостью И-0 было отсутствие стального или алюминиевого бронирования кабины и агрегатов. Кроме сверхманёвренности на средних скоростях японская машина имела в три раза больший боевой радиус и пушечное вооружение, делавшее её опасным противником на любых дистанциях боя. В лётных испытаниях участвовали специалисты ВМС США и союзников.
Летчик-испытатель ВМС Великобритании капитан 1 ранга Э. Браун отмечал, что технология промышленного изготовления и лётные качества И-0 произвели на него очень большое впечатление:
На своей памяти я не помню ни одной серийной машины с угловыми скоростями, приближавшимися к скорости входа в вираж И-0. По маневрённости И-0 превосходил все имевшиеся в мире машины, имея господство в воздухе на Тихоокеанском ТВД до 1943 г.
После испытаний  испытатели ВМС США получили возможность оценить баланс характеристик И-0. В связи с широким использованием сверхлёгких сплавов и отсутствием бронирования И-0 имел угловую сверхманёвренность и крайне малый радиус разворота в диапазоне скоростей до 500 км/ч, высокую скороподъёмность, скорость сваливания до 110 км/ч (подавляющее преимущество в бою с F4F) и дальность до 3,5 тыс. км.
Полёты испытателей ВМС осенью 1943 г. позволили выявить слабые места И-0 . Низкая жёсткость центроплана обуславливала слабость силового набора и чувствительность к перегрузке, что проявлялось на пикировании. В боях за Новую Гвинею и Порт-Морсби лётчики ВМС США и ВВС Австралии неоднократно отмечали, что И-0 не могли оторваться в пикировании и в нескольких случаях разрушались при резком выходе из нижней точки. На скоростях около 500 км/ч И-0 терял значительную часть сверхуправляемости.

### Выработка рекомендаций

Схема применения парного манёвра ножницы

По результатам лётных испытаний и учебных воздушных боёв со строевыми машинами испытатели ВМС составили подробную инструкцию для линейных частей, в которой были перечислены ситуации, при избежании которых летчики ВМС США имели возможность противостоять истребительным соединениям ВМС Японии. Лётчикам ВМС США были доведены несколько основных запретов, которые необходимо было соблюдать при вступлении в воздушный бой с И-0:
- запрет на бой на скоростях до 450 км/ч (300 узлов)
- запрет на преследование на виражах и в наборе

Испытатели ВМС США настойчиво рекомендовали максимальное облегчение строевых машин ВМС в полевых условиях путём демонтажа всего возможного дополнительного оборудования. В качестве тактических приемов испытатели  в первую очередь рекомендовали короткие атаки с крутым пикированием сквозь строй противника, либо уходом вверх (т. н. бум-зум), а также тактику парной атаки с ударом ведомого по противнику на выходе из виража (манёвр ножницы).

## Модернизация И-0
С осени 1942 г. строевые части береговой авиации ВМС Императорской Японии стали получать новейшую третью модификацию с турбодвигателем и укороченным крылом. Крыло с большей нагрузкой дало рост скорости пикирования, но снизило сверхманёвренные качества, вызвав нарекания лётного состава. На дальнейшей пятой модификации падение манёвренности было исправлено путём возвращения к старой конструкции крыла.